# خروس‌کلی آفریقایی
خروس‌کُلی آفریقایی یا خروس‌کُلی غبغب‌دار آفریقایی (نام علمی: Vanellus senegallus) نام یک گونه از سرده خروس‌کلی‌ها است.